# Methanolinea
Genre
Espèces de rang inférieur
- Methanolinea mesophila
- Methanolinea tarda

Methanolinea est un genre d'archées méthanogènes de l'ordre des Methanomicrobiales.

## Liste des espèces
Selon la LPSN (16 mars 2025) :
- Methanolinea mesophila Sakai et al. 2012
- Methanolinea tarda Imachi et al. 2008

## Publication originale
- (en) Hiroyuki Imachi, Sanae Sakai, Yuji Sekiguchi, Satoshi Hanada, Yoichi Kamagata, Akiyoshi Ohashi et Hideki Harada, « Methanolinea tarda gen. nov., sp. nov., a methane-producing archaeon isolated from a methanogenic digester sludge », International Journal of Systematic and Evolutionary Microbiology, Society for General Microbiology (d), vol. 58, no 1,‎ 1er janvier 2008, p. 294-301 (ISSN 1466-5026 et 1466-5034, OCLC 807119723, PMID 18175725, DOI 10.1099/IJS.0.65394-0).